# Ceratoneuropsis poincarei
Ceratoneuropsis poincarei är en stekelart som beskrevs av Girault 1913. Ceratoneuropsis poincarei ingår i släktet Ceratoneuropsis och familjen finglanssteklar. Inga underarter finns listade i Catalogue of Life.